# Enduro Open
Enduro Open és el nom amb què es coneix generalment la Copa del Món d'enduro Open (oficialment, FIM Enduro Open World Cup), una copa de suport del Campionat del Món d'enduro regulada per la FIM. Fou introduïda el 2019 i està pensada per a pilots amateurs o veterans que vulguin seguir el mundial tot participant en curses més accessibles al seu nivell. Les motocicletes no tenen límits de cilindrada i poden ser tant de dos com de quatre temps. La Copa es divideix en tres categories en funció del tipus de motor o l'edat dels participants: 2S (de two-stroke) per a les motocicletes de dos temps (2T), 4S (de four-stroke) per a les motocicletes de quatre temps (4T) i Senior per als pilots de 40 anys o més. Pel que fa a les plaques porta-números de la moto, han de ser de color carbassa amb els números negres.

## Llista de guanyadors
A 26 de novembre de 2024
| Any  | 2T             | 2T          | 4T               | 4T          | Sènior         | Sènior      |
| Any  | Campió         | Motocicleta | Campió           | Motocicleta | Campió         | Motocicleta |
| ---- | -------------- | ----------- | ---------------- | ----------- | -------------- | ----------- |
| 2019 | Gonçalo Reis   | Gas Gas     | Thomas Ellwood   | Kawasaki    | David Knight   | TM          |
| 2020 | Gonçalo Reis   | KTM         | Dietger Damiaens | KTM         | Alessio Paoli  | Husqvarna   |
| 2021 | Gonçalo Reis   | Gas Gas     | Priit Biene      | Yamaha      | Andrea Belotti | KTM         |
| 2022 | Harry Houghton | Beta        | Gonçalo Reis     | Gas Gas     | Andrea Belotti | KTM         |
| 2023 | Jiří Hádek     | Sherco      | Enzo Marchal     | Fantic      | Werner Müller  | KTM         |
| 2024 | Tim Louis      | Sherco      | Alfie Webb       | Gas Gas     | Andrea Belotti | KTM         |